# Center for Naval Analyses
Das Center for Naval Analyses  (CNA Corporation; CNA, deutsch: „Zentrum für Marineanalysen“), auch als das Naval Research Center bekannt, ist ein von der US-amerikanischen Regierung gefördertes Forschungs- und Entwicklungszentrum der US Navy und des US Marine Corps. Seine Adresse ist: 3003 Washington Boulevard, Arlington, VA 22201, USA.

## Allgemeines
Das Zentrum ist ein wichtiger Think Tank der US Navy. Es ähnelt der RAND Corporation, dem Hudson Institute, dem Institute for Defense Analyses usw., darüber hinaus bietet es Forschungs- und Analysedienstleistungen für andere US-Militär- und Regierungsbehörden an, um die Effizienz der US-Verteidigungsbemühungen zu verbessern. Es führte seine Aufgaben in den Vereinigten Staaten „seit mehr als 70 Jahren“ durch. Das Naval Analysis Center wurde 1962 gegründet, seine Geschichte reicht jedoch bis zum Zweiten Weltkrieg zurück. 1942 gründete die US Navy ein „Anti-U-Boot-Team“, um sich mit deutschen U-Booten zu befassen.
Das Naval Analysis Center, eine Non-Profit-Organisation, die sich in Arlington County im amerikanischen Bundesstaat Virginia, befindet, begann in den 1940er Jahren mit 80 Wissenschaftlern, und entwickelte sich zu inzwischen an Haupt- und Teilzeit-Mitarbeitern von etwa 625 Personen. Die Organisation gliedert sich in zwei Abteilungen: das Federally Funded Research and Development Center (FFRDC) und das Institute for Public Research (IPR). Inländische öffentliche Politikforschung kooperiert hauptsächlich mit Regierungsabteilungen wie dem Ministerium für Heimatschutz, dem Justizministerium, der Federal Emergency Management Agency, der US-amerikanischen Luftfahrtbehörde und dem Bildungsministerium. Üblicherweise werden etwa 45 Mitarbeiter in der Norfolk Naval Base stationiert (dem weltweit größte Marinestützpunkt), Joint Base Pearl Harbor-Hickam auf Hawaii, in Japan, Italien, Bahrain und anderen Ländern oder Regionen.

## Forschungsthemen
Seine Forschungsthemen sind:
- Advanced Technology and Systems Analysis (Fortschrittliche Technologie- und Systemanalyse)
- Center for Strategic Studies (Zentrum für strategische Studien)
- China Studies (China-Studien)
- Marine Corps Program (Marine Corps Programm)
- Operations Evaluation Group (Operationsbewertungsgruppe)
- Resource Analysis (Ressourcenanalyse)
- Special Operations Program (Sonderoperationsprogramm).

## Verschiedenes
Den Paul H. Nitze Award (Paul H. Nitze Award for Excellence in International Security Affairs) erhielt 1994 der Historiker Michael Howard.
Das Kieler Institut für Sicherheitspolitik (ISPK) veranstaltet in Kooperation mit dem amerikanischen Center for Naval Analyses das Kiel International Seapower Symposium, eine Militärkonferenz, welche offenbar die „Kiel Conference“ der Jahre 2015 und 2016 abgelöst hat.